# Departementen van Paraguay
Paraguay bestaat uit zeventien departementen (Spaans: departamentos) en een hoofdstedelijk district (distrito capital) dat de hoofdstad Asunción omvat. De departementen zijn verdeeld in 224 districten.

## Overzicht departementen van Paraguay
| Nr.                   | Departement                        | Hoofdstad            | Oppervlakte | Inwoners  |
| --------------------- | ---------------------------------- | -------------------- | ----------- | --------- |
| 1                     | Alto Paraguay                      | Fuerte Olimpo        | 82.349 km²  | 11.151    |
| 2                     | Alto Paraná                        | Ciudad del Este      | 14.895 km²  | 785.747   |
| 3                     | Amambay                            | Pedro Juan Caballero | 12.933 km²  | 125.611   |
| 4                     | Asunción (Hoofdstedelijk district) | Asunción             | 117 km²     | 515.587   |
| 5                     | Boquerón                           | Filadelfia           | 91.669 km²  | 61.107    |
| 6                     | Caaguazú                           | Coronel Oviedo       | 11.474 km²  | 483.048   |
| 7                     | Caazapá                            | Caazapá              | 9.496 km²   | 151.415   |
| 8                     | Canindeyú                          | Salto del Guairá     | 14.667 km²  | 191.447   |
| 9                     | Central                            | Areguá               | 2.465 km²   | 2.221.180 |
| 10                    | Concepción                         | Concepción           | 18.051 km²  | 189.929   |
| 11                    | Cordillera                         | Caacupé              | 4.948 km²   | 282.981   |
| 12                    | Guairá                             | Villarrica           | 3.846 km²   | 198.032   |
| 13                    | Itapúa                             | Encarnación          | 16.525 km²  | 545.924   |
| 14                    | Misiones                           | San Juan Bautista    | 9.556 km²   | 118.798   |
| 15                    | Ñeembucú                           | Pilar                | 12.147 km²  | 84.123    |
| 16                    | Paraguarí                          | Paraguarí            | 8.705 km²   | 239.633   |
| 17                    | Presidente Hayes                   | Villa Hayes          | 72.907 km²  | 106.826   |
| 18                    | San Pedro                          | San Pedro            | 20.002 km²  | 360.094   |
| Bron: inwoners (2012) |                                    |                      |             |           |

| Kaart                      |
| -------------------------- |
| Departementen van Paraguay |
| Departementen van Paraguay |